# Altenburg (Missouri)
Altenburg – miasto w Stanach Zjednoczonych, w południowo-wschodniej części stanu Missouri.